# Klyde-familien
Klyde-familien (Recurvirostridae) er en familie af langbenede vadefugle, der omfatter tre slægter. Familien tæller 9-10 arter og er udbredt over hele verden. 
I Danmark er slægterne Himantopus og Recurvirostra repræsenteret med henholdsvis stylteløber og klyde. 